# Manlius (Town, New York)
Manlius ist eine Stadt mit dem Status Town im Onondaga County im Bundesstaat New York in den Vereinigten Staaten. Das U.S. Census Bureau hat bei der Volkszählung 2020 eine Einwohnerzahl von 33.712 ermittelt. Manlius ist ein Vorort von Syracuse.

## Geografie

### Lage
Manlius liegt in Upstate New York im Osten des Onondaga County, rund 15 Kilometer südöstlich von Syracuse. Die Stadt grenzt im Norden an Cicero, im Nordosten an Sullivan mit Chittenango, im Südosten an Cazenovia, im Süden an Pompey und im Westen an DeWitt.
Im Nordosten von Manlius liegt der Green Lakes State Park. Die Ortsteile Manlius und Fayetteville liegen am Limestone Creek, der Ortsteil Minoa liegt am Eriekanal. Durch das Gebiet der Stadt Manlius führen mehrere Hauptverkehrsstraßen, als wichtigste von diesen führt die New York State Route 5 durch Fayetteville. Manlius liegt an den New York State Routes 92 und 173, Fayetteville zusätzlich an der New York State Route 257 und Minoa an der New York State Route 290. Nördlich von Minoa führt des Weiteren der Interstate-Highway 90 durch das Stadtgebiet. Minoa liegt außerdem an der Bahnstrecke Mohawk Subdivision.

### Stadtgliederung
Die Town of Manlius gliedert sich in die Villages Manlius (4520 Einwohner; Stand 2018), Fayetteville (4133 Einwohner) und Minoa (3474 Einwohner). Außerdem gehören die Siedlungen Eagle Village, Fillmore Corners, Fremont Heights, Fremont Hills, Highbridge, Kirkville, Mycenae, North Manlius, Peck Hill, Pompey, Saintsville und Shepps Corner zur Stadt.

## Geschichte

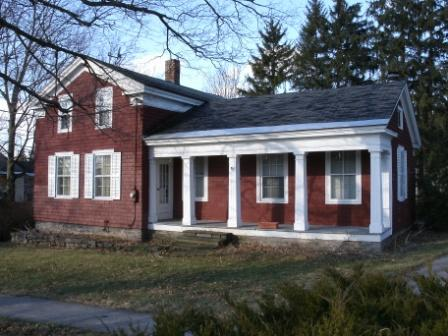
Haus im Manlius Village Historic District

Das Gebiet um die Stadt wurde früher von amerikanischen Ureinwohnern der Stämme Oneida und Onondaga besiedelt, bis gegen Ende des 18. Jahrhunderts europäische Auswanderer in das Gebiet kamen. Der erste weiße Siedler auf dem Gebiet war Benjamin Moorehouse im Jahr 1789. Das Dorf Manlius wurde 1792 von dem Deutschen John A. Schaeffer gegründet. Die Gründung von Fayetteville erfolgte bereits ein Jahr zuvor, als Joshua Knowlton dort sesshaft wurde. Fayetteville war nach seiner Gründung erst unter der Bezeichnung Manlius Four Corners bekannt und wurde nach der Gründung des örtlichen Postamtes umbenannt. Ausgelegt wurde die Town of Manlius im Jahr 1794 als Township Number Seven im Central New York Military Tract im Zuge der Gründung des Onondaga County angelegt. Das Gebiet umfasste neben der heutigen Town of Manlius auch die heutige Stadt DeWitt, die im Jahr 1835 aus dem Gebiet von Manlius herausgelöst wurde.
Zwischen 1789 und 1803 wurden in Manlius eine presbyterianische, eine baptistische und eine kongregationale Kirchengemeinde gegründet. 1801 gab es in Manlius sechs Wohngebäude, eine Kneipe, ein Lebensmittelgeschäft, eine Arztpraxis, eine Anwaltskanzlei und einen Schmied. Anfang des 19. Jahrhunderts erhielt Manlius zudem ein Postamt. Damals wies Manlius ein sehr schnelles Wachstum auf, bereits drei Jahre später hatte der Ort bereits 30 Wohngebäude. Vor dem Bau des Eriekanals war Manlius ein wichtiger Handelsort. 1813 wurde in dem Ort eine Weberei gebaut, die in den 1830er-Jahren durch ein Feuer zerstört wurde. Im Jahr 1842 wurde Manlius als Village inkorporiert, erster Bürgermeister wurde Robert Fleming. Zwei Jahre später wurde auch Fayetteville als Village innerhalb der Town of Manlius inkorporiert. Die Wirtschaft von Fayetteville wurde im 19. Jahrhundert insbesondere durch den Kohlebergbau geprägt.

## Bildung

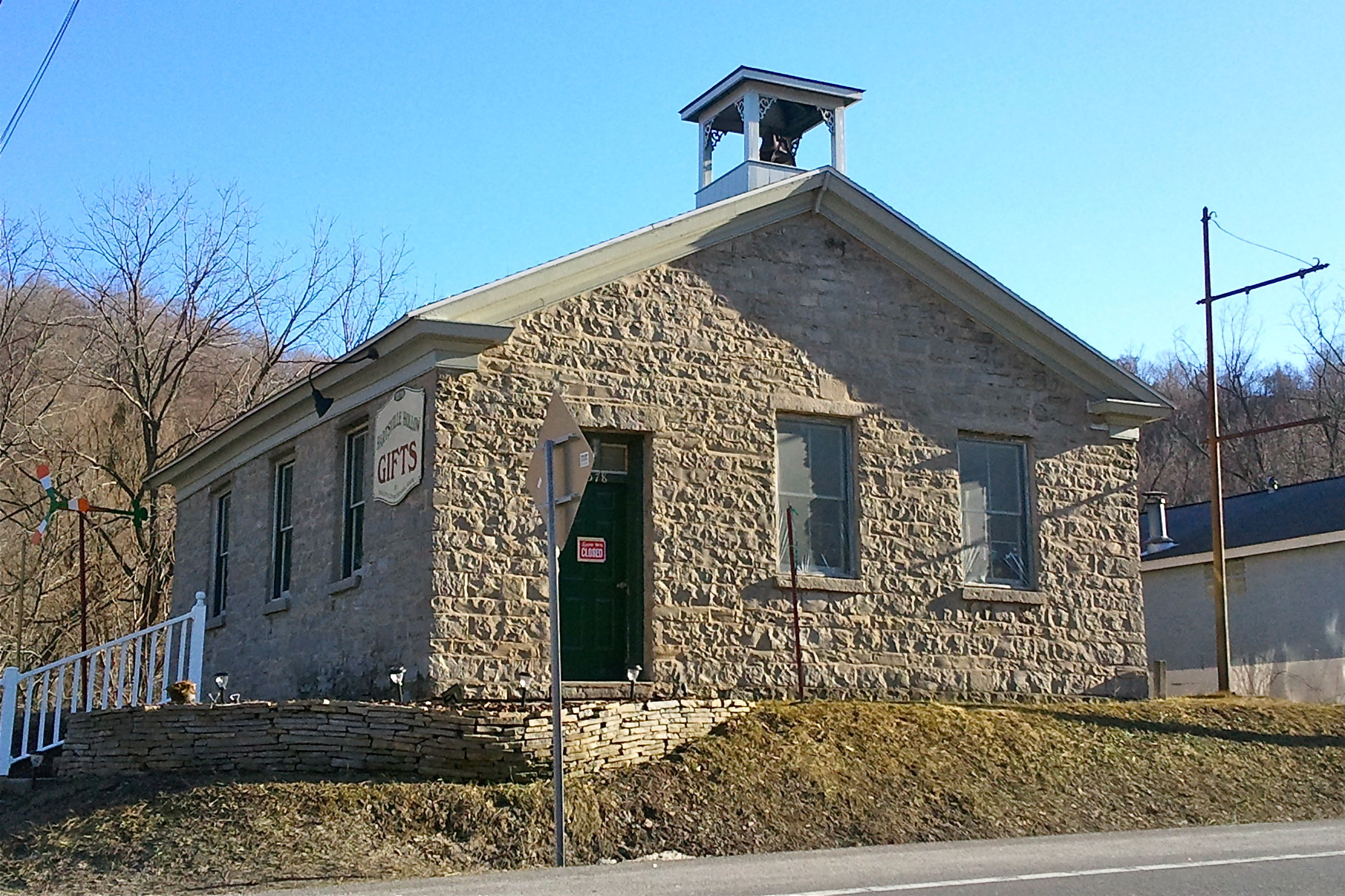
Historische Schule in Mycenae

Die öffentlichen Schulen der Ortsteile Manlius und Fayetteville gehören zum Fayetteville-Manlius Central School District. Zu diesem gehören drei Grundschulen der Klassenstufen vom Kindergarten bis zur vierten Klasse, eine Mittelschule der Klassenstufen fünf bis acht und eine Highschool der Klassenstufen neun bis zwölf. Der Schulbezirk umfasst neben Manlius und Fayetteville auch Teile von Pompey sowie den zu DeWitt gehörenden Ortsteil Jamesville. Im Schuljahr 2019/20 wurden die Schulen dieses Schulbezirkes von etwa 4190 Schülern besucht. Der Ortsteil Minoa gehört zum East Syracuse-Minoa Central School District, in dem Ort gibt es eine Grundschule. Weiterführende Schulen besuchen Schüler aus Minoa in East Syracuse.
Vor der Gründung der Schulbezirke in den 1930er-Jahren besuchten die Kinder der Stadt die Schule in Mycenae. Das Gebäude wurde 1850 errichtet und wird seit August 1983 im National Register of Historic Places gelistet.

## Demografie
Im Jahr 2018 wurde die Einwohnerzahl von Manlius im American Community Survey auf 32.002 Einwohner geschätzt. Es gab 13.220 Haushalte und 8858 Familien in der Stadt. In 78,0 Prozent der Familien lebten verheiratete Ehepaare, 7,7 Prozent waren alleinerziehende Väter und 14,3 Prozent der Familien waren alleinerziehende Mütter. 29,6 Prozent der Haushalte hatten Kinder unter 18 Jahren, die bei ihnen lebten, und in 46,2 Prozent der Haushalte lebten Personen über 60 Jahre. Von den Einwohnern waren 89,9 Prozent Weiße, 2,6 Prozent Afroamerikaner, 4,0 Prozent Asiaten und 0,2 Prozent amerikanische Ureinwohner; 0,8 Prozent der Einwohner waren anderer Abstammung und 2,5 Prozent der Einwohner gaben mehrere Abstammungen an. Hispanics oder Latinos machten 1,5 Prozent der Bevölkerung aus. 47,9 Prozent der Einwohner von Manlius waren männlich und 52,1 Prozent weiblich.
Altersmäßig verteilten sich die Einwohner von Manlius auf 22,9 Prozent Minderjährige, 5,2 Prozent zwischen 18 und 24, 21,5 Prozent zwischen 25 und 44, 29,8 Prozent zwischen 45 und 64 und 20,6 Prozent der Einwohner waren 65 Jahre alt oder älter. Das Medianalter lag bei 45,1 Jahren. 2018 lag das Medianeinkommen in Manlius pro Haushalt bei 80.068 US-Dollar und pro Familie bei 101.939 US-Dollar. 4,1 Prozent der Einwohner lebten unterhalb der Armutsgrenze.

## Galerie

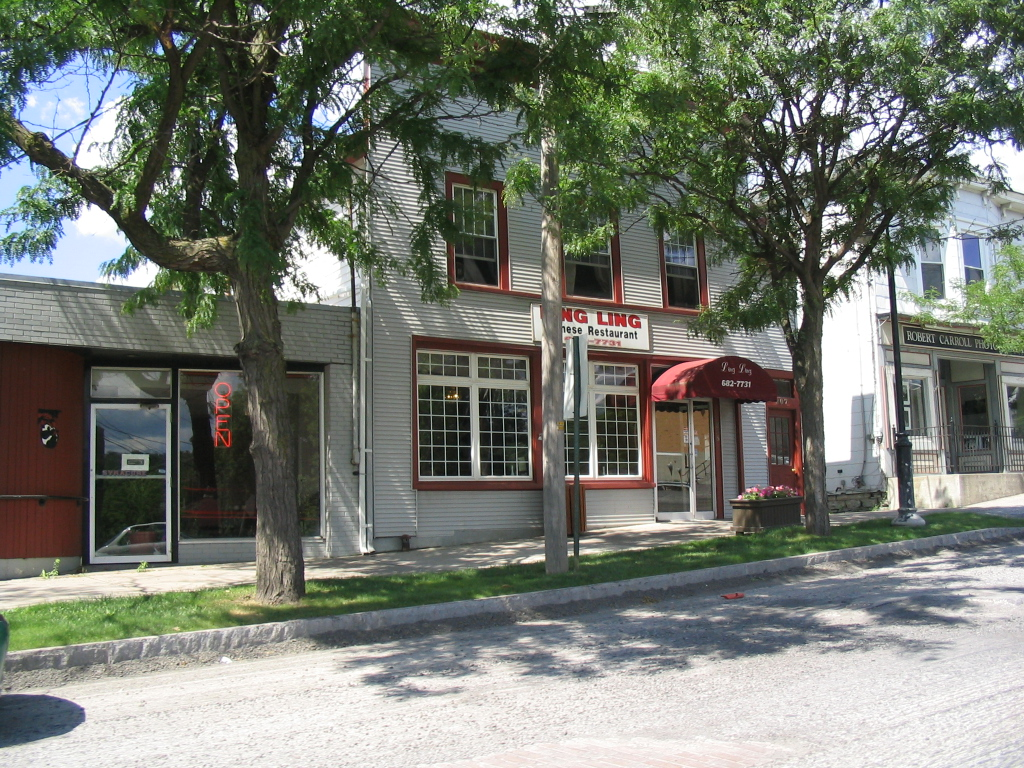
Haus in Downtown Manlius
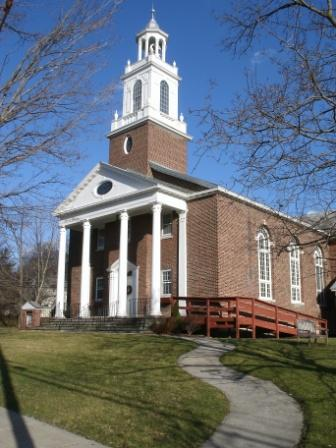
Manlius First Baptist Church
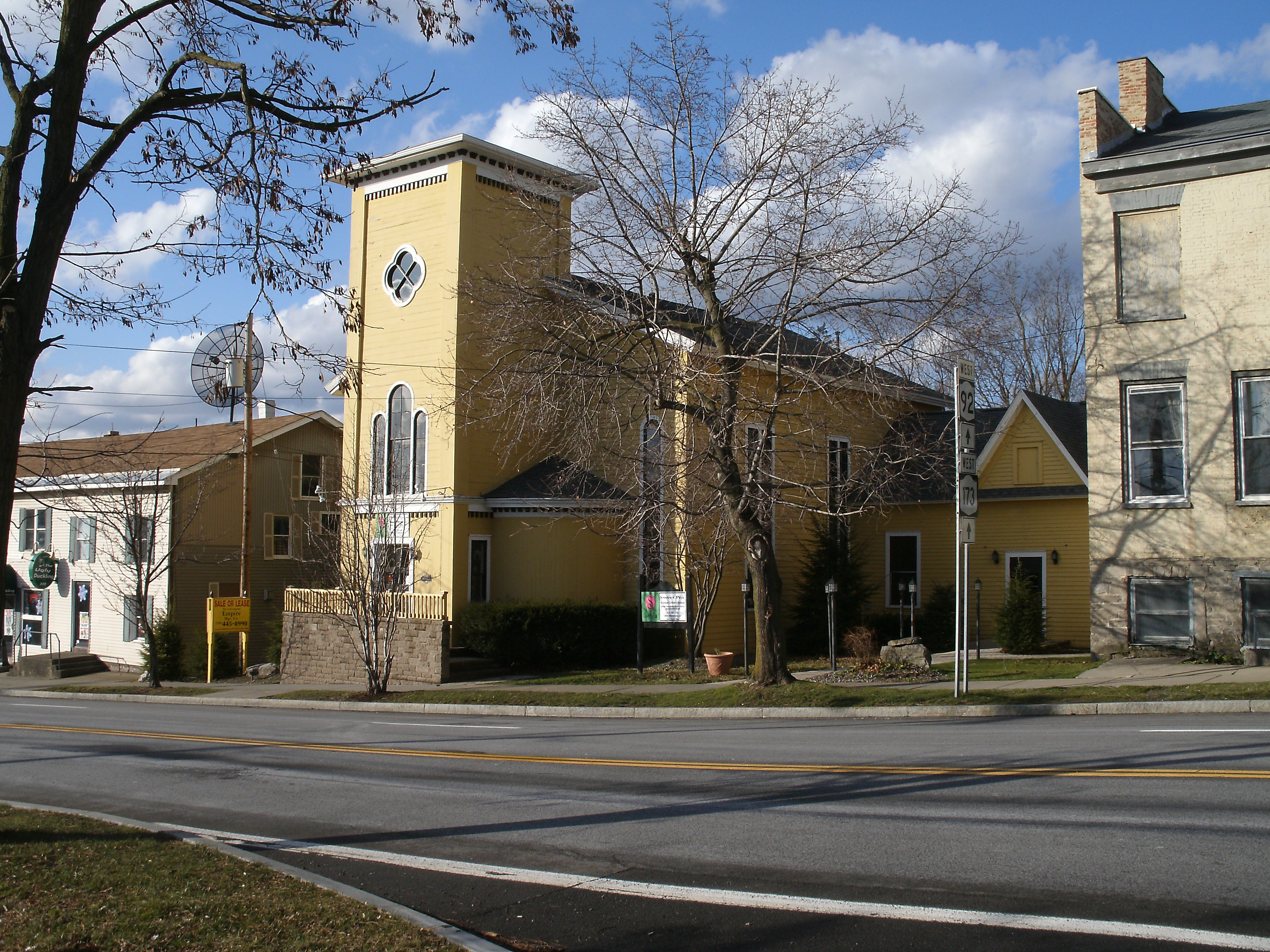
Manlius Old Baptist Church
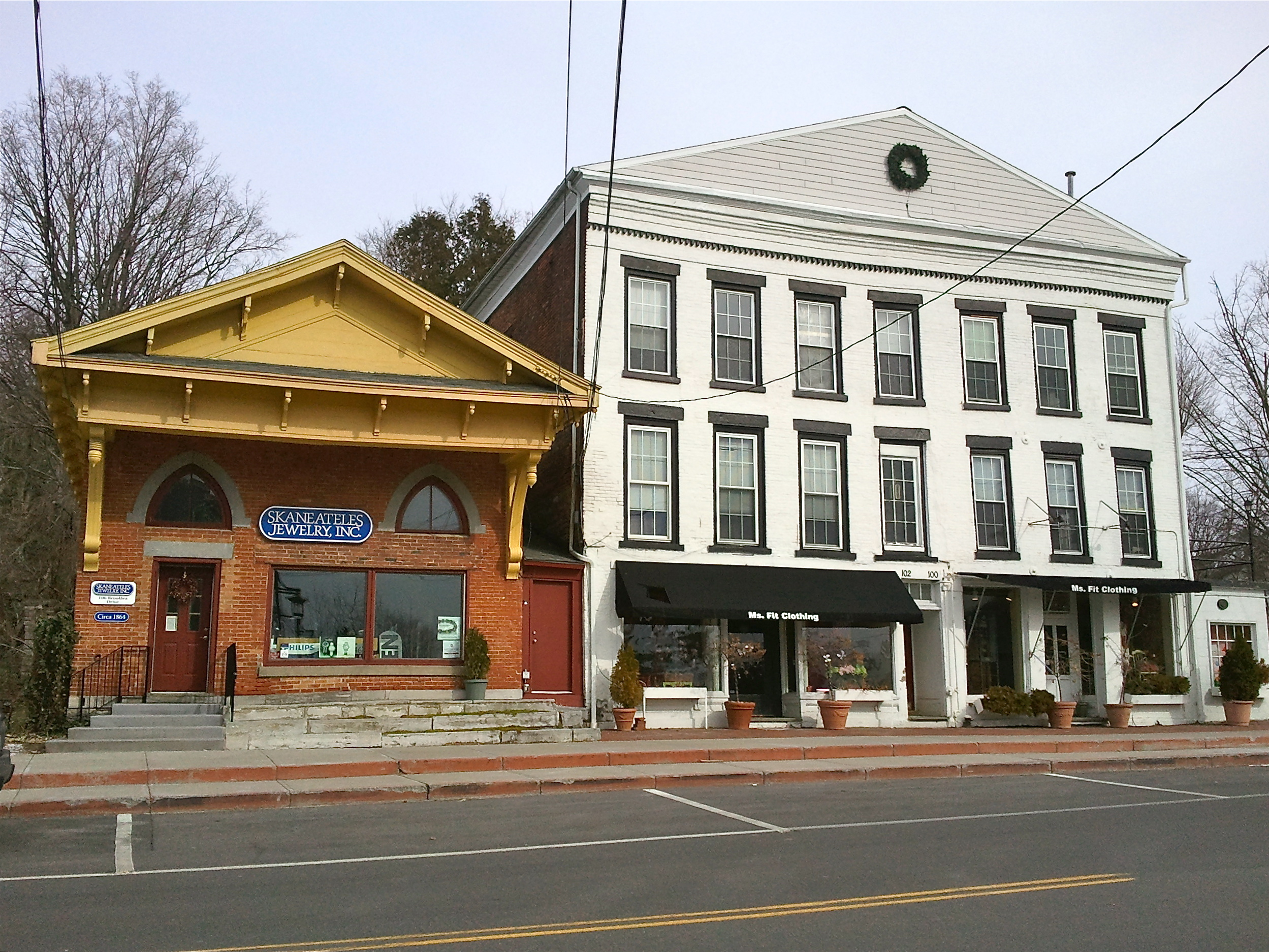
Genesee Street Hill–Limestone Plaza Historic District in Fayetteville
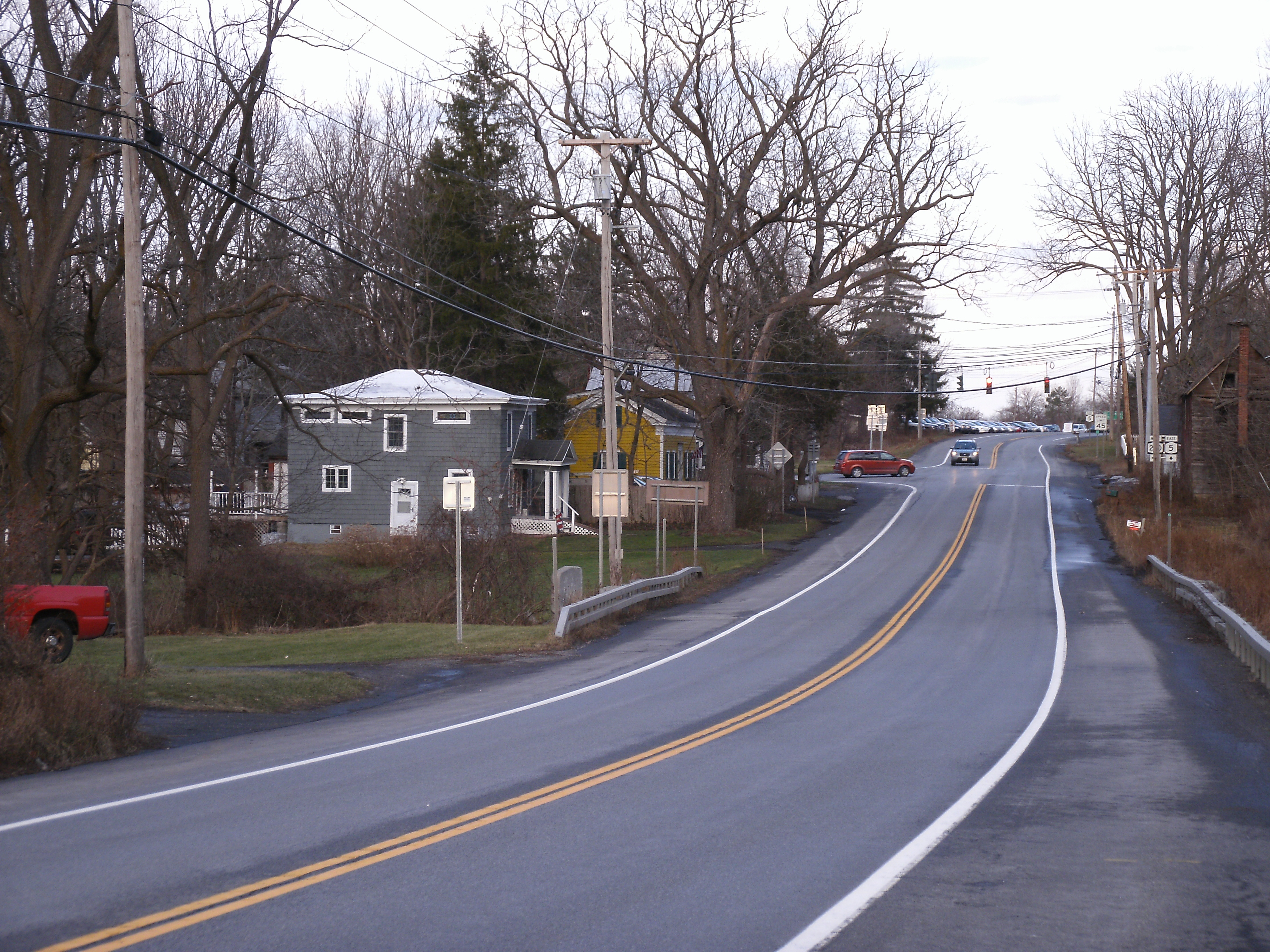
Blick durch den Ortsteil Mycenae
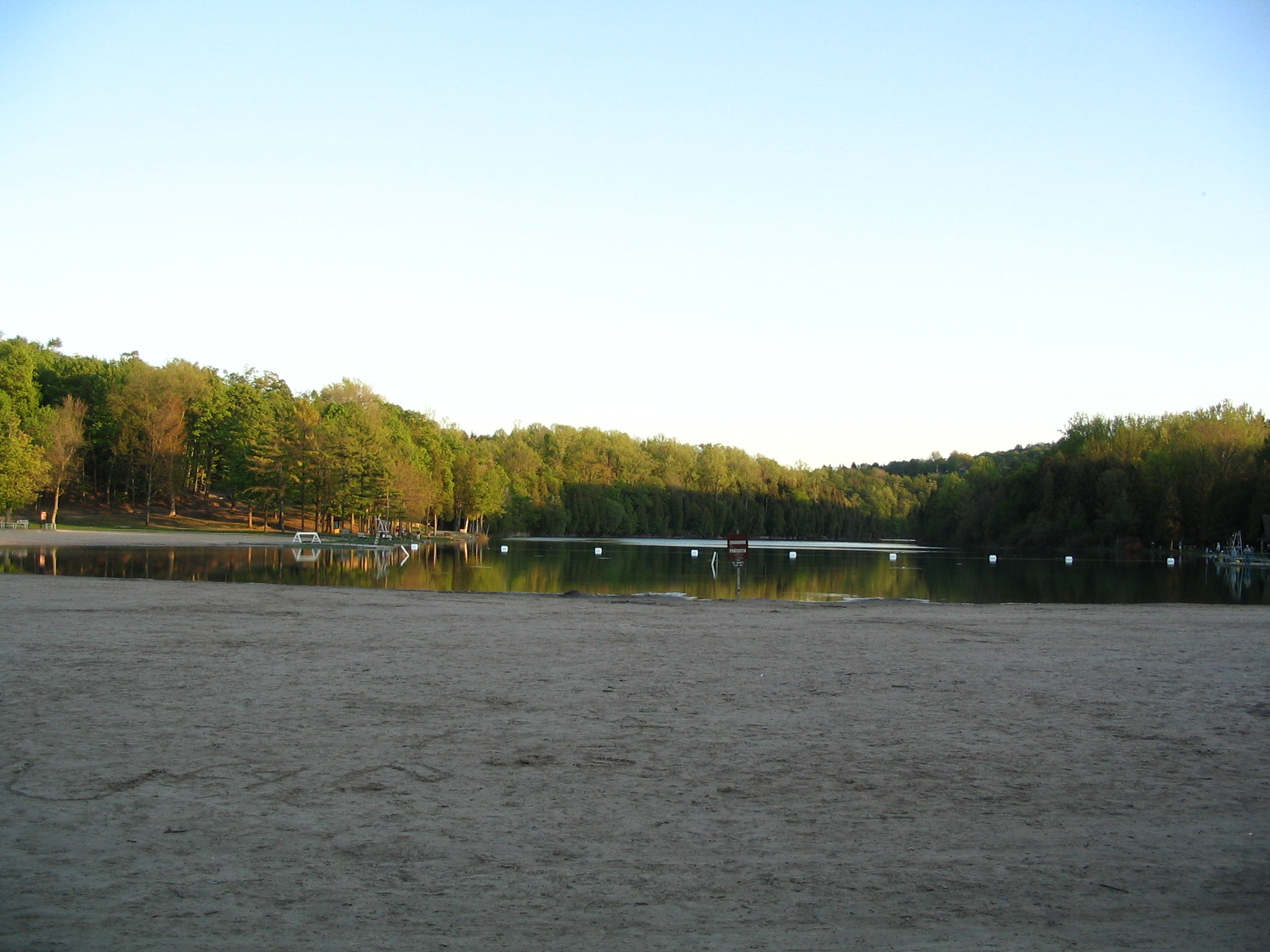
Green Lakes Beach

## Persönlichkeiten

### Söhne und Töchter der Stadt
Geboren in Manlius
- Truman H. Hoag (1816–1870), Politiker
- Herbert Huntington Smith (1851–1919), Politiker
- Franklin Asa Nims (1854–1935), Fotograf

Geboren in Fayetteville
- Rose Cleveland (1846–1918), Schwester von Grover Cleveland

### Personen mit Bezug zur Stadt
- Amos P. Granger (1789–1866), Politiker, zeitweise Bürgermeister von Manlius
- William Taylor (1791–1865), Politiker, starb in Manlius
- Grover Cleveland (1837–1908), 22. und 24. Präsident der Vereinigten Staaten, wuchs in Fayetteville auf
- Thomas J. McIntyre (1915–1992), Politiker, ging in Manlius zur Schule
- Howard Boatwright (1918–1999), Komponist und Musikwissenschaftler, lebte in Fayetteville
- Thomas Szasz (1920–2012), Psychiater, lebte in Manlius
- Cathy Carr (1936–1988), Sängerin, lebte in Fayetteville
- Nina Fedoroff (* 1942), Molekularbiologin, wuchs in Fayetteville auf